# Universal Studios Theme Parks Adventure
Universal Studios Theme Park Adventure is een videospel voor het platform Nintendo GameCube. Het spel werd uitgebracht in 2001. 